# اضطرابات النمو المحددة
إن اضطرابات النمو المحددة هي اضطرابات يتأخر فيها النمو في منطقة واحدة محددة أو في مناطق عدة, والتي لا يتأثر فيها جميع المجالات الأخرى للنمو أساسًا. واضطرابات النمو المحددة تأتي على النقيض من اضطرابات النمو الشاملة  التي تتسم بالتأخير في تطور الوظائف الأساسية المتعددة بما في ذلك التنشئة الاجتماعية والتواصل.

## التصنيف الإحصائي الدولي للأمراض والمشاكل الصحية ذات الصلة رقم 10 (ICD-10)
إن النسخة العاشرة من التصنيف الإحصائي الدولي للأمراض والمشاكل الصحية ذات الصلة[ ؟ ] (ICD-10) تتكون من أربع فئات من اضطرابات النمو المحددة، وهي: اضطرابات النمو المحددة الخاصة بالكلام واللغة واضطرابات النمو المحددة الخاصة بالمهارات الدراسية واضطرابات النمو الخاصة بوظائف القيادة وأخيرًا اضطرابات النمو المحددة المختلطة.

## تصنيف الدليل التشخيصي والإحصائي للاضطرابات العقلية (DSM)
في الطبعة الثالثة من الدليل التشخيصي والإحصائي للاضطرابات العقلية (DSM-III) وجد أن اضطرابات النمو المحددة (SDD) تمثل النقيض لاضطرابات النمو الشامل (PDD). وقد كان هناك عاملان تم التفكير فيهما وهما:
- •	خصوصية القصور: في اضطرابات النمو المحددة، يتأثر مجال واحد بينما في اضطرابات النمو الشامل تتأثر مناطق عدة من الوظائف.[6]
- طبيعة القصور: إذ يتأخر النمو والتطور في اضطرابات النمو المحددة ولكنها لا تكون شاذة في حين أنه في اضطرابات النمو الشامل، توجد هناك انحرافات سلوكية ليست نموذجية في أي مرحلة نمو.

وفي النسخة الرابعة من الدليل التشخيصي والإحصائي للاضطرابات العقلية لم تعد اضطرابات النمو المحددة مصنفة في شكل مجموعات. فبدلاً من ذلك، سيتم إعادة تصنيفها على أنها اضطرابات تواصل واضطرابات تعلم واضطرابات المهارات الحركية.

## المقارنة والشروط
| ICD-10 | DSM-IV-TR |
| --- | --- |
| اضطرابات النمو المحددة الخاصة بالكلام واللغة (F80): - • اضطرابات محددة في نطق الكلام (F80.0) - اضطرابات اللغة التعبيرية (F80.1) - اضطرابات اللغة الاستقبالية (F80.2) - فقدان القدرة على الكلام المكتسب بجانب الصرع متلازمة لانداو كليفنر (Landau-Kleffner syndrome)(F80.3) - اضطرابات النمو المحددة الأخرى الخاصة بالكلام واللغة (F80.8) - اضطرابات النمو الأخرى الخاصة بالكلام واللغة، غير المحددة (F80.9) | اضطرابات التواصل: - اضطرابات اللغة التعبيرية (315.31) - اضطراب مختلط في اللغة التعبيرية والحسية (315.32) - الاضطراب الصوتي (315.39) - التلعثم (307.0) - اضطرابات الاتصال التي لا تنص على خلاف ذلك (307.9) |
| اضطرابات النمو المحددة الخاصة بالمهارات المدرسية (F81): - اضطراب محدد في القراءة (F81.0) - اضطراب محدد في التهجئة (F81.1) - اضطراب محدد في المهارات الحسابية (F81.2) - اضطراب مختلط في المهارات الدراسية (F81.3) - اضطرابات أخرى في المهارات الدراسية (F81.8) - اضطراب نمو المهارات الدراسية، غير محدد (F81.9)                                                                                              | اضطرابات التعلم: - اضطراب القراءة (315.0) - اضطراب الحساب (315.1) - اضطراب التعبير الخطي (315.2) - اضطرابات التعلم التي لا تنص على خلاف ذلك (315.9)                                                       |
| - اضطراب محدد في نمو الوظيفة الحركية (F82) | اضطرابات المهارات الحركية: - اضطراب في نمو التنسيق (315.4) |
| - اضطراب مختلط في نمو محدد (F83) | |